# Wang Jingwei
Wang Jingwei, pseudonimo di Wang Zhaoming (Distretto di Sanshui, 4 maggio 1889 – Nagoya, 10 novembre 1944), è stato un politico cinese.
Wang era inizialmente un membro dell'ala di sinistra del Kuomintang (KMT) e aveva creato un governo alternativo a Wuhan in opposizione al governo nazionalista di destra di Nanchino ma in seguito divenne anche lui rapidamente un anticomunista dopo che i suoi sforzi di collaborare con il Partito Comunista Cinese (PCC) terminarono in un fallimento. Il suo orientamento politico virò completamente verso la destra dopo la sua alleanza con i giapponesi.
Wang fu uno stretto collaboratore di Sun Yat-sen negli ultimi venti anni di vita di Sun. Dopo la morte di Sun nel 1925 Wang entrò in conflitto con Chiang Kai-shek per il controllo sul Kuomintang ma perse. Wang rimase dentro al partito, ma continuò a criticare la linea politica di Chiang fino allo scoppio della seconda guerra sino-giapponese nel 1937, quando accettò l'invito dell'Impero giapponese a formare un governo collaborazionista stabilito a Nanchino. Wang servì come capo di Stato di questo Stato fantoccio giapponese fino alla sua morte nel 1944, poco prima della fine della seconda guerra mondiale. Nonostante Wang sia ancora ricordato come un importante contributore alla rivoluzione Xinhai, la sua collaborazione con il Giappone è oggetto di dibattito accademico, ma le pubblicazioni e narrazioni spesso lo hanno dipinto e lo dipingono tuttora come un traditore del popolo cinese, della guerra di resistenza all'invasore e della Nazione.

## Biografia
Noto alla storia con il nome di Wang Jingwei, fu un personaggio politico cinese, nato nel Guangdong, più precisamente nel Distretto di Sanshui nella città di Foshan. La sua famiglia era originaria di Shanyang, nel Zhejiang, oggi nel distretto di Shaoxing. Durante la giovinezza divenne abile assistente dell'organizzazione rivoluzionaria di Sun Yat-sen, il Tongmenghui.
Nel 1910 venne imprigionato, a causa di un fallito tentativo di assassinare Zai Feng, reggente della dinastia Qing. In prigione, grazie al suo temperamento calmo e generoso, ottenne grande ammirazione negli ambienti idealisti della rivoluzione. Grazie alla mediazione di Suqinzhu Shanshi, la richiesta di condanna a morte venne commutata in ergastolo. Verrà rilasciato un anno dopo, dopo il successo della rivoluzione Xinhai del 1911 che pose fine alla bimillenaria monarchia imperiale cinese, in quel momento sorretta dalla dinastia Qing.
Jingwei era determinato a portare avanti l'ideale della rivoluzione, ma non divenne mai ufficiale del governo, né membro dell'assemblea legislativa, dato che andò a studiare in Francia. Tuttavia, ben presto fu convocato da Sun Yat-sen, e ritornò in Cina per denunciare il "Movimento di protezione costituzionale" di Yuan Shikai. Come dirigente del partito rivoluzionario, Wang ricoprì importanti cariche nel governo: presidente del comitato permanente del governo cinese, presidente del comitato per le questioni militari, capo del dipartimento amministrativo, vicepresidente delle conferenze sulla difesa nazionale, vicedirettore generale. Sebbene rappresentasse l'ala di sinistra del Kuomintang e fosse di idee progressiste, era un anticomunista.

Jingwei durante un discorso

All'inizio della seconda guerra sino-giapponese era il più importante oppositore di Chiang Kai-Shek e durante il conflitto propose di trattare con il governo giapponese. Ritenuto un traditore, fu oggetto di un tentato assassinio da parte di alcuni esponenti del Kuomintang nel 1939. Nel marzo 1940 fu nominato capo del governo collaborazionista con base a Nanchino; scopo del governo era di incitare il popolo cinese a patteggiare un'equa resa al Giappone, piuttosto che di resistere ad oltranza come voleva il Kuomintang.
Quando fu creata la Repubblica di Nanchino, sotto il controllo dell'Impero giapponese, Wang ne divenne il presidente, per cui storicamente viene considerato un "grande traditore" ("hanjian") del popolo cinese, tanto da essere paragonato al collaborazionista norvegese Vidkun Quisling, che si era posto al servizio di Hitler durante la seconda guerra mondiale. Wang morì nel 1944, mentre era in Giappone per medicarsi le ferite ricevute nell'attentato di cinque anni prima, a causa di complicazioni mediche. Con il suo decesso il governo collaborazionista iniziò presto a sfaldarsi; al termine della guerra la sua tomba a Nanchino venne distrutta dai seguaci di Chiang Kai-Shek.